# 紀元前10年代
紀元前10年代（きげんぜんじゅうねんだい）は、西暦による紀元前19年から紀元前10年までの10年間を指す十年紀。

## できごと
- パクス・ロマーナが次の20年期に入った。

## 主な人物
- アウグストゥス:ローマ帝国の皇帝（紀元前27年 - 14年）

## 死去
- ウェルギリウス:ローマの詩人（紀元前70年 - 紀元前19年）